# Alectoris melanocephala
La pernice d'Arabia (Alectoris melanocephala, (Rüppell, 1835)) è un uccello della famiglia dei Phasianidae che appartiene all'ordine dei Galliformes. Sono riconosciute due sottospecie, A. m. melanocephala e A. m. guichardi. Esistono anche ibridi con la pernice di Philby e con la coturnice.

## Aspetti morfologici
Più grande delle altre specie del genere Alectoris, la pernice dell'Arabia può raggiungere la lunghezza di circa 41 cm. I sessi non sono molto differenti e i maschi sono leggermente più grandi delle femmine, infatti, questi raggiungono i 750 g contro i 522 g delle femmine. Il capo è di colore nero con la gola e una larga fascia sopra gli occhi bianca; il becco e il contorno degli occhi sono di colore rosso acceso. Il collo è marrone chiaro e il corpo, le ali e la coda sono di colore blu-grigio.

## Distribuzione e habitat
La pernice dell'Arabia è originaria del sud della penisola araba, Yemen e la parte occidentale dell'Oman. La sottospecie A. m. guichardi vive nel est Hadramawt e nel est Yemen; mentre la sottospecie A. m. melanocephala vive nel resto dell'areale. Questa pernice predilige i pendii erbosi e i territori rocciosi ricchi di vegetazione, da una altitudine vicina al livello del mare sino a circa 1'400 metri.

## Comportamento
Questa pernice si nutre di semi, altro materiale vegetale come l'erba del Mediterraneo e Gnaphalium e piccoli invertebrati. La stagione riproduttiva incomincia a marzo e la femmina depone da cinque a otto uova, screziate di marrone, che vengono covate per 25 giorni. I pulcini sono in grado di lasciare il nido in breve tempo.